# 正阳关
正阳古称颍尾、颍口、阳石、羊市、羊石，位于中国安徽省，颍河、淠河汇入淮河处，曾为水陆要津，后因交通地位衰落而凋敝。淮河西岸称西正阳，属颍上县；东岸称东正阳，属寿县，明清设有钞关，称正阳关，清末修筑城墙，今设有正阳关镇。

## 历史兴衰
正阳一带地势低洼，众水汇聚，淮河先纳右岸之淠河于清河口，再纳左岸之颍河于沫河口。民间有“七十二水归正阳”之说，当代实测正阳以上有淮河大小支流124条。此地不仅是淮河水运枢纽，还有多处渡口，陆运亦四面通达，故成为兵家要地、商贸重镇。
正阳历史上多为行军、屯兵、交战之地。显德二年（955），后周攻南唐，李重进在正阳大破唐军。元征南宋，董文炳于至元九年（1272）在正阳淮河两岸筑造城池，作为淮西之战据点。咸丰七年（1857），清军与捻军于在正阳关交战半年，清庐凤道台金光筯战死，捻军盟主张乐行拼死突围。
唐宋时期，西正阳商贸繁荣，熙宁九年（1076）所缴商税为颍上县城的两倍以上。明朝东正阳兴起，商贾云集，有“中都第一镇”、“淮南第一镇”之称。明成化八年（1472）设置寿州正阳钞关。清朝在正阳镇设立风阳关署，管理正阳关和临淮关；又因盐商汇聚，设置淮北督销正阳盐厘督销总局。
中华民国初年，津浦铁路开通后，位于铁路与淮河交界处的蚌埠兴起，取代了正阳的皖北交通中心地位。风阳关署迁至蚌埠；盐业专卖取消，民间食盐交易也转至蚌埠。安徽政商各界曾规划安（庆）正（阳）铁路、蚌（埠）正（阳）铁路，皆未能实现。1954年淮河发生特大洪水，地势低洼的正阳镇遭覆顶之灾，人口锐减。1958年后，淠河中上游广修水库，导致航道断航，正阳由此愈加萧条。:259,294

## 正阳关城
苗沛霖起事平息后，寿州知州施照于同治五年（1866）在原有土圩上修建正阳城墙，同治十年（1871）完工，周长七百余丈。光绪七年（1881），凤颍道台任兰生拨款重修，并为城门题额：东门内额“朝阳”，外额“熙宇春台”；南门内额“解阜”，外额“淮南古镇”；西门内额“西映长庚”，外额“淮流管钥”；北门内额“拱辰”，外额“凤城首镇”。光绪年间，增开四座有门无楼的小门：南小东门，题额“引泉”；西小东门，题额“近圣”；小西门，题额“通济”；水西门，题额“紫气东来”。日本侵华战争期间，城墙遭炮轰，西门被毁。1940年，桂系部队拆除城墙，仅东、南、北三座城门保留至今。